# الخرابة (حزم العدين)

تعديل مصدري - تعديل

الخرابة محلة تابعة لقرية الاوهار، التابعة لعزلة الشعاور بمديرية حزم العدين إحدى مديريات محافظة إب في الجمهورية اليمنية، بلغ تعداد سكانها 28 حسب تعداد اليمن لعام 2004.